# メールチャム
メールチャムは、セガのゲーム機ドリームキャストにて実施された、架空のキャラクターと電子メールをやりとりできるサービス。ラズベリーフォー、JetGirls、シグナルキッズ、STAFF等、複数キャラクターで構成されたユニットも生み出した。
2001年にセガがハード事業撤退したため同年6月でサービスは終了。月額有料サービスのセンプレメールチャムに引き継がれる。
| スタブアイコン | サブスタブ | この項目は、まだ閲覧者の調べものの参照としては役立たない、コンピュータに関連した書きかけの項目です。この項目を加筆・訂正などしてくださる協力者を求めています（P:コンピュータ）。 |